# Iván Zuleta
Iván Zuleta Barros (Urumita, 27 de octubre de 1976) es un músico, verseador y acordeonero colombiano de vallenato. Ha sido "Rey Vallenato" del acordeón en el Festival de la Leyenda Vallenata en las categorías de infantil y aficionado.En 2025 se coronó como Rey Profesional del Festival Vallenato.
Con su acordeón, Zuleta ha sido pareja musical de cantantes como Diomedes Díaz, Rafael Santos Díaz, Poncho Zuleta e Iván Villazón.

## Familia
Iván Zuleta forma parte de la Dinastía Zuleta del vallenato que encabeza el juglar Emiliano Zuleta Baquero, autor de La gota fría, y de sus tíos, el compositor y destacado acordeonero Héctor Zuleta Díaz, Efraín Zuleta Peña, el cantante Poncho Zuleta y el acordeonero Emiliano Zuleta, estos dos últimos integraron la exitosa agrupación vallenata, Los Hermanos Zuleta.
Nació en Urumita, departamento de La Guajira, en el hogar de Fabio Zuleta y Denia Barros. Su hermana es Fabiola Zuleta Barros, quien fue concejala de Valledupar.
Es primo del acordeonero José Enrique "Coco" Zuleta y los cantantes Toba Zuleta, Héctor Arturo Zuleta, Andrés Alfonso "Cabeto" Zuleta.

## Trayectoria
Desde muy niño, Iván Zuleta fue introducido a la música vallenata y tuvo como maestros a Emilio Oviedo y Nicolás Elías Mendoza,pero siendo su mayor ídolo y su máxima inspiración su tío Héctor Zuleta Díaz. Incursionó en el acordeón, además del arte del verso y la piquería. 
En 1993 se graduó como bachiller del colegio Ateneo El Rosario de Valledupar.

### Festival de la Leyenda Vallenata

#### Rey Vallenato infantil (1987-1988)
En 1987, a los 11 años de edad, Iván participó en la categoría infantil del Festival de la Leyenda Vallenata coronándose "Rey Vallenato" del acordeón. Repitió corona al año siguiente, logrando ser Bi-Rey Vallenato Infantil. A los 12 años de edad, le pedía a su padre que lo llevara a conciertos de Diomedes Díaz, donde en una oportunidad pudo tocar el acordeón y versear en el escenario junto al cantante.
Uno de sus versos fue premonitorio de lo que sería su futuro:

Yo estoy tocando pa ustedes.

Por eso toco bonito, 
voy a grabar con Diomedes, 

cuando esté más grandecito.

#### Rey Vallenato aficionado (1994)
Del 27 al 30 de abril de 1994, Iván participó nuevamente en el Festival de la Leyenda Vallenata, esta vez en la categoría "Rey Vallenato Aficionado" y resultó ganador.

### Diomedes Díaz (1994-1998)

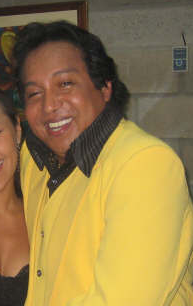
Diomedes Díaz fue compañero musical de Iván Zuleta entre 1994 y 1998; luego en 2007.

Tras la muerte del acordeonero Juancho Rois, a los cinco días Diomedes Díaz formó pareja musical con el joven acordeonero Iván Zuleta, quien tenía solo 18 años de edad y no había grabado ningún álbum hasta ese momento. Su primera presentación con Diomedes fue un concierto privado en el Club Valledupar el 7 de diciembre de 1994, durante la celebración del Día de las velitas.
Con talento para versear y diestro en el acordeón, en 1995 Iván Zuleta grabó su primer álbum junto al ya experimentado Diomedes Díaz, titulado Un canto celestial y con el cual se le rindió tributo al fallecido Juancho Rois. Este álbum incluyó los temas Un canto celestial y Gracias por quererla de la autoría de Diomedes y No comprendo de Juancho Rois; además las canciones: No tiene na' de Romualdo Brito; Amor de mi juventud de Luis Egurrola; En buenas manos de Mario Zuleta; Así no se puede vivir de Calixto Ochoa; Manguito biche de Edilberto Daza; Volvamos de Fabián Corrales; Me acompañó la suerte de Jorge Valbuena y El Cambio del compositor Vicente Munive.
Iván Zuleta tomó un tiempo para participar en la grabación del álbum Colombie Le Vallenato producido por Radio France, radio pública de Francia. Los franceses realizaron la producción discográfica para documentar algunos detalles musicales del folclor vallenato y varios juglares, entre estos Emiliano Zuleta Baquero, abuelo de Iván y Lorenzo Morales. Zuleta participó en parrandas y en una de las grabaciones con una Improvisación en el acordeón.
En 1996 Diomedes e Iván Zuleta grabaron Muchas gracias con los temas Se está pasando el tiempo de Luis Egurrola; Hay amores de Marciano Martínez; Con la misma vaina de Romualdo Brito; La suerte está echada de Hernán Urbina Joiro; La pretenciosa de Mario Zuleta; la canción Así me hizo Dios del compositor Fabián Corrales; Me mata mi Maye de Lisandro Meza; Duerme conmigo esta noche de José Alfonso "El Chiche" Maestre y Has cambiado de Jorge Valbuena. Juancho Rois incluyó su tema Aunque no quieran, mientras que Diomedes incluyó dos de sus canciones; Muchas gracias y Corazón callejero.
En 1997 Diomedes y Zuleta grabaron Mi biografía con el tema Entre placer y penas de Diomedes y las canciones Esta voz es para siempre de Hernán Urbina Joiro; Yo vivo para quererte de Armando Arredondo Daza; ¿Qué hubo, linda? de Fabián Corrales; Bajo el palo e' mango de Leandro Díaz; Otra piedra en el camino de José Alfonso "El Chiche" Maestre; El indio de Freddy Molina; Sin saber que me espera de Luis Egurrola; Esos ojos negros de Iván Ovalle; Mi biografía de Calixto Ochoa; No tengo la culpa de Poncho Cotes Jr y Eras mi vida de Reinaldo Díaz.
En esta época Diomedes grabó el tema Ron pa' to' el mundo con el salsero Joe Arroyo para el álbum Súper Bailables del Año bajo el sello Sony Music. En este álbum fue publicado nuevamente el tema ¿Qué hubo, linda? interpretado por Diomedes y Zuleta en el álbum Mi biografía.
En 1997 Diomedes interrumpió su carrera musical por el escándalo que rodeó la muerte de Doris Adriana Niño, sufrió la enfermedad del Guillain-Barré y estuvo prófugo de la justicia.
Del 26 al 30 de abril de 1997, Iván participó en el Festival de la Leyenda Vallenata, en la categoría "Rey de Reyes" en Piquería.
El álbum Volver a vivir fue grabado en 1998 por Diomedes y Zuleta con los temas Volver a vivir y Puro amor de la autoría de Diomedes; A un cariño del alma de Hernán Urbina Joiro; Nadie más como tú de Jorge Valbuena; Caracoles de colores de Aníbal Velásquez Hurtado; Sueños y vivencias de Efrén Calderón; Espejismo de Marciano Martínez; Las verdades de mi vida  de Luis Egurrola; Tira la primera piedra de Fabián Corrales; la canción El esqueleto del compositor Calixto Ochoa; Dos corazones de Armando Arredondo y La otra mitad de mi vida del compositor José Alfonso "El Chiche" Maestre.
Según Iván Zuleta, Diomedes y él lograrían vender dos millones y medio de copias en sus cinco producciones musicales, recibiendo un disco de diamante, 35 discos de platino, 10 séxtuplo de platino.

### Poncho Zuleta (2000)
En 2000, Iván Zuleta grabó junto a su tío Poncho Zuleta un álbum que fue titulado Los Zuleta.

### Rafael Santos Díaz (2003-2004)
En 2003 Iván Zuleta se unió al cantante Rafael Santos Díaz y grabaron el álbum Lo mejor de mis años. 
Al año siguiente, Rafael Santos e Iván grabaron la producción musical titulada Te regalo todo.

### Churo Díaz (2004)
Con Jorge Iván "Churo" Díaz, Iván Zuleta grabó el álbum Talento y juventud. Este álbum contiene los temas: Lo voy a intentar de Alejandro Sarmiento; Tu me enamoras de Enrique Araújo; De ti me gusta todo del acordeonero y compositor Rolando Ochoa; el tema El perro faldero de la autoría de Fredy Carrillo; Lo que diga la gente del compositor Omar Geles; Con mi mujer no peleo de Romualdo Brito; Lo mejor de mi vida del cantautor Kaleth Morales; Nada que hacer del rey de la canción inédita Rafael "Uchi" Escobar; Solo sueño del compositor Alberto "Tico" Mercado; Me caiste al pelo de Lenin Liñán; y el tema Enamorado solo de la autoría de Edilberto Barros.

### Diomedes Díaz (2007)
En 2007 Iván Zuleta volvió a grabar con el cantante Diomedes Díaz un álbum llamado La voz. Diomedes y Zuleta incluyeron los temas El jean del compositor Pablo Amaya; Perita en dulce del cantautor Fabián Corrales; la canción Después de pascua de Carlos Huertas Gómez; Por amor de Marcos Díaz; Noches sin lucero de Rosendo Romero; La primera palabra de Calixto Ochoa; Deja la duda de Jorge Mario Gutiérrez; Momentos de amor de Fernando Meneses Romero; Lengua sanjuanera de Rafael Escalona; El amor que soñé de Reynaldo “El Chuto” Díaz; La distancia del cantautor y acordeonero Alfredo Gutiérrez, mientras que Diomedes incluyó dos canciones de su autoría llamados Las vainas de Diomedes y No se molesten.
La repentina separación entre Diomedes y Zuleta se dio cuando Iván Zuleta decidió formar pareja musical con el cantante Iván Villazón, quien se separó de Saúl Lallemand, lo que generó el enojo de Diomedes y la generación de varios versos que causaron pique entre ambas agrupaciones, pero en el sentido amistoso del folclor vallenato. Diomedes se unió al acordeonero Alvarito López. En presentaciones que realizaron juntos las dos agrupaciones, Diomedes llamaba "Los tal-Ivanes" a la nueva dupla de Iván Villazón e Iván Zuleta.

### Iván Villazón (2007-2008)
El álbum Pa' que te enamores, "La unión perfecta", fue grabado en el canto de Iván Villazón y el acordeón de Iván Zuleta en 2008. La prudcción discográfica incluyó los temas Linda dama de Nafer Durán; Mentirosa del cantautor Fabián Corrales; Tu olvido del compositor Wilfran Castillo; Por mí es que te mueres del acordeonero y compositor Omar Geles; Tu madre de Romualdo Brito; la canción Me quedo con tus besos de José Manuel Oñate; Pa' que te enamores del compositor José Alfonso "Chiche" Maestre; Vuelve de Jorge Mario Gutiérrez; Eres todo de Jorge Valbuena; Callejera de Gustavo Calderón; Una canción por el camino del poeta Hernán Urbina Joiro; No intentes pedirme de Richard Daza; y la cumbia Añoranza latina de la autoría de Ever More.
En medio de una investigación contra el narcotráfico, previo a la salida de CD, el 16 de mayo de 2008, Villazón y Zuleta mantuvieron contactos con el narcotraficante Camilo Torres Martínez alias "Fritanga" porque le iban a nombrar en el álbum musical que grababan. Las autoridades dieron a conocer en una investigación que el narcotraficante enviaba un avión a recoger a los cantantes para llevarlos a parrandas en Pereira y Manizales.

### Iván Villazón (2010)

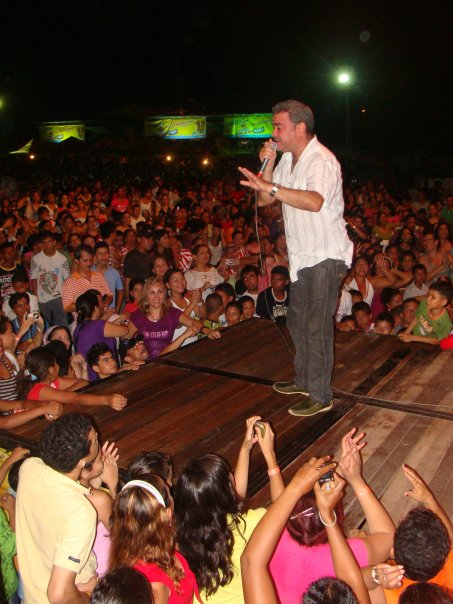
Iván Zuleta ha sido compañero musical del cantante Iván Villazón en dos ocasiones; 2007 a 2008 y luego en el 2010.

En 2010 Iván Villazón e Iván Zuleta volvieron a grabar y titularon su álbum Dando Lidia. Este álbum incluyó los temas; La lidia de Jhon González; La persona de mi vida del compositor Wilfran Castillo; Ella lo sabe de Gustavo Gutiérrez Cabello; Tu amor y olvido de Enrique Carrascal; Ningún guapo na' de Omar Geles; Mi sueño eres tú del poeta Hernán Urbina Joiro; Yuca con sal de Edilberto Daza; Lluvia roja del compositor José Alfonso "El Chiche" Maestre; No me bajes de tu nube de Juan Manuel Geles; Tres guitarras de la autoría del juglar Leandro Díaz; La magia en tus ojos del cantautor Felipe Peláez; El tapete azul del médico y compositor Fernando Dangond Castro; y El guardián de tus sentimientos de Romualdo Brito.

### Rafael Santos Díaz (2016)
El 19 de mayo de 2016, Rafael Santos Díaz e Iván Zuleta anunciaron su unión nuevamente.
El 22 de mayo de 2016, Rafael Santos e Iván protagonizaron una polémica al darse tres besos en la boca en el escenario como demostración de afecto y cariño, imitando el beso que se dieron Poncho Zuleta y Silvestre Dangond durante un concierto del Festival de la Leyenda Vallenata en abril del mismo año.

## Discografía
Álbumes que ha grabado Iván Zuleta:
- 1995: Un canto celestial
- 1995: Fiesta Vallenata vol. 21
- 1996: Muchas gracias
- 1996: Fiesta Vallenata vol. 22
- 1996: Colombie Le Vallenato
- 1997: Mi biografía
- 1997: Fiesta Vallenata vol. 23
- 1998: Volver a vivir
- 1998: Fiesta Vallenata vol. 24
- 2000: Los Zuleta
- 2002: Lo mejor de mis años
- 2004: Te regalo todo
- 2004: Talento y juventud
- 2008: Pa' que te enamores
- 2011: Dando lidia

## Televisión
Iván Zuleta se interpretó a sí mismo en la telenovela biópica sobre Diomedes Díaz titulada Diomedes, el Cacique de La Junta.